# Сюльтюп
Сюльтюп (баш. Сүлтөп) — деревня в Кушнаренковском районе Республики Башкортостан Российской Федерации. Входит в состав Старокурмашевского сельсовета.

## География

### Географическое положение
Расстояние до:
- районного центра (Кушнаренково): 24 км,
- центра сельсовета (Старокурмашево): 13 км,
- ближайшей ж/д станции (Уфа): 82 км.

## Население
| 2002 | 2009 | 2010 |
| ---- | ---- | ---- |
| 149  | ↗150 | ↗153 |

Национальный состав
Согласно переписи 2002 года, преобладающие национальности — башкиры (50 %), татары (47 %).